# Sucker Punch (2008)
Sucker Punch es una película de acción del año 2008, escrita y dirigida por Malcolm Martin y protagonizada por Danny John-Jules, Gordon Alexander, Tom Hardy y Antonio Fargas.

## Sinopsis
Un luchador a puño limpio se une a un estafador involucrado en el mundo del boxeo callejero.

## Enlaces
- Sucker Punch en Internet Movie Database (en inglés).
- Sitio web oficial

- Datos: Q14948468